# Field of Crows
Field of Crows (на български: Поле на гарвани) е осмият солов студиен албум на британския певец и автор на песни Фиш след напускането му на прогресив рок групата Мерилиън през 1988 година. Издаден е през 2004 година от собствената на музиканта компания Chocolate Frog Records.

## Списък на песните
1. The Field – 8:42
2. Moving Targets – 5:46
3. The Rookie – 5:35
4. Zoo Class – 5:23
5. The Lost Plot – 5:10
6. Old Crow – 5:20
7. Numbers – 5:36
8. Exit Wound – 5:55
9. Innocent Party – 7:37
10. Shot The Craw – 6:00
11. Scattering Crows (Still Time) – 5:05

## Музиканти
- Дерек Уилям Дик – Фиш – вокали
- Брус Уотсън – китари
- Франк Ушър – китари
- Тони Търел – пиано
- Стив Ванцис -бас
- Марк Брзежицки – барабани
- Ричард Сайдуел – тромпет и флигорна
- Стив Хамилтън – саксофон
- Дейв Хасуел – перкусии
- Дани Гилън – беквокал